# Ліліан Акопова
Акопова Ліліан (нар. 17 червня 1983, Єреван, Вірменська РСР) — українська піаністка вірменського походження.

## Біографія
Народилася 17 червня 1983 року в Єревані.
Виросла і почала займатися музикою в Києві, закінчила Київську середню спеціальну музичну школу імені Лисенка (2000). У 2001—2007 рр. навчалася у Мюнхенській вищій школі музики і театру в Елісо Вірсаладзе, пройшла також майстер-класи Андраша Шиффа та Пауля Бадур-Шкоди. Після закінчення навчання залишилася в Мюнхені, викладає у Мюнхенській вищій школі музики і театру. Лауреатка і призерка ряду міжнародних конкурсів, в тому числі володарка першої премії Міжнародного конкурсу піаністів імені Віани да Мотта (2010) і третьої премії Міжнародного конкурсу піаністів імені Бузоні (2007 перша премія не була присуджена).
Починаючи з 2002 року концертує у різних країнах світу. У 2010 році записала перший альбом з творами Шумана, Мендельсона і Ліста. «У піаністки феноменальне поєднання поетичності викладу і точності гри, при якому музична суть будь-якого твору немов дихає, і дуже акуратне, благоговійно-дбайливе поводження з партитурою», — відзначала музична критика.
Одружена з піаністом і диригентом Анрі Бонамі, з яким нерідко виступає дуетом. Виховує двох дітей.